# Waxenberg (Dunkelsteinerwald)
Der Waxenberg ist ein 500 m ü. A. hoher Berg in der niederösterreichischen Gemeinde Paudorf. Er liegt rund einen Kilometer südwestlich des Stiftes Göttweig am nordöstlichen Rand des Dunkelsteinerwaldes und ist durch Wanderwege erschlossen.